# Став Страшко
Став Страшко (івр. סתיו סטרשקו, 24 вересня 1992, Дніпропетровськ, Україна) — ізраїльська модель-андрогін, акторка. Народилася чоловіком, але ідентифікує себе як жінка. Став неодноразово говорила, що вона жінка, але фізіологічно залишається чоловіком, при цьому не планує змінювати своє тіло хірургічним шляхом.

Вона народилася в  Дніпропетровську, разом з батьками у дворічному віці переїхала до Ізраїлю.

## Творчість
Став — андрогінна модель з довгим волоссям. Бере участь у показах, фотосессіях для реклами.

Вона також є кіноакторкою, відомою за фільмами «Бездоганна» (Ізраїль, 2018), «Равлики під дощем» (Ізраїль, 2013) та серіалом «Блакитна Наталі» (Ізраїль, 2010).

Номінувалася на премію «Офір» у номінації «Краща акторка» за головну роль у фільмі «Бездоганна», ставши першою трансгендерною акторкою, хто претендував на цю премію.

## Особисте життя
Живе зі своїм хлопцем в Тель-Авіві.